# Божуриште (община)
Божуриште (болг. Община Божурище) — община в Болгарії. Входить до складу Софійської області. Населення становить 8473 чоловік (станом на 01.02.2011).

## Склад общини
До складу общини входять такі населені пункти:
1. Божуриште
2. Гурмазово
3. Делян
4. Златуша
5. Мала Раковиця
6. Пожарево
7. Пролеша
8. Росоман
9. Хераково
10. Храбирско

## Демографія
Етнічний склад общини Божуриште
За переписом 2011 року, населення становить 8473 жителів. Більшість — болгари (94,59%). Біля 4,13% не вказали етнічну приналежність.

## Галерея

Поліцейська дільниця Божурище з графіті Димитра Казакова-Нерона